# استسقاء بالأنواء
الاستسقاء بالأنواء، هو أحد المصطلحات الواردة في النصوص الإسلامية يشير إلى التحذير من نسبة نزول الغيث إلى النوء ونحوه، وهو من عادات الجاهلية المذمومة في الإسلام، فناسب بيان معنى هذا المصطلح وحكمه في الشريعة الإسلامية والتفصيل في ذلك معتمدا على الكتاب والسنة.

## معنى الاستسقاءبالأنواء
الاستسقاء: طلب السقيا.
قال النووي: «وأما النوء ففيه كلام طويل قد لخصه الشيخ أبو عمرو بن الصلاح رحمه الله فقال النوء في أصله ليس هو نفس الكوكب فإنه مصدر ناء النجم ينوء نوءا أي سقط وغاب وقيل أي نهض وطلع وبيان ذلك أن ثمانية وعشرين نجما معروفة المطالع في أزمنة السنة كلها وهي المعروفة بمنازل القمر الثمانية والعشرين يسقط في كل ثلاثة عشرة ليلة منها نجم في المغرب مع طلوع الفجر ويطلع آخر يقابله في المشرق من ساعته وكان أهل الجاهليــة إذا كان عند ذلك مطر ينسبونه إلى الساقط الغارب منهما وقال الأصمعي إلى الطالع منهما قال أبو عبيد ولم أسمع أحدا ينسب النوء للسقوط إلا في هذا الموضع ثم إن النجم نفسه قد يسمى نوءا تسمية للفاعل بالمصدر قال أبو إسحاق الزجاج في بعض أماليه الساقطة في الغرب هي الأنواء والطالعة في المشرق هي البوارح والله أعلم».
فيكون المراد بالاستسقاء بالأنواء هنا نسبة السقيا ومجيء المطر إلى الأنواء.

## ذم الاستسقاء بالأنواء في الشريعة الإسلامية
ذكر الله سبحانه أن للنجوم منافع، فهي علامات يهتدي بها، فقال تعالى: ﴿وَعَلَامَاتٍ وَبِالنَّجْمِ هُمْ يَهْتَدُونَ ۝١٦﴾ [النحل:16]، وأنها زينة للسماء ﴿وَلَقَدْ زَيَّنَّا السَّمَاءَ الدُّنْيَا بِمَصَابِيحَ وَجَعَلْنَاهَا رُجُومًا لِلشَّيَاطِينِ وَأَعْتَدْنَا لَهُمْ عَذَابَ السَّعِيرِ ۝٥﴾ [الملك:5]، وأنها ترمي الشياطين ﴿وَلَقَدْ زَيَّنَّا السَّمَاءَ الدُّنْيَا بِمَصَابِيحَ وَجَعَلْنَاهَا رُجُومًا لِلشَّيَاطِينِ وَأَعْتَدْنَا لَهُمْ عَذَابَ السَّعِيرِ ۝٥﴾ [الملك:5].
قال قتادة: «خلق هذه النجوم لثلاث: جعلها زينة للسماء، ورجوما للشياطين، وعلامات يهتدى بها، فمن تأول فيها بغير ذلك أخطأ، وأضاع نصيبه، وتكلف ما لا علم له به».
وأخبر الله تعالى عن أقوام جعلوا مقابل شكرهم لله على ما أنزل عليهم من الغيث والمطر والرحمة أنهم يكذبون فينسبونه إلى غيره فيقولون مطرنا بنوء كذا وكذا. قال تعالى: ﴿وَتَجْعَلُونَ رِزْقَكُمْ أَنَّكُمْ تُكَذِّبُونَ ۝٨٢﴾ [الواقعة:82]، روى الإمام أحمد والترمذي وحسنه عن علي (رضي الله عنه) قال: قال رسول الله (صلى الله عليه وسلم): «{وَتَجْعَلُونَ رِزْقَكُمْ}، يقول: شكركم {أَنَّكُمْ تُكَذِّبُون} تقولون: مطرنا بنوء كذا وكذا وبنجم كذا وكذا».
وأخبر النبي (صلى الله عليه وسلم) أن قول مطرنا بنوء كذا وكذا أنه مؤمن بالكواكب كافر بالله عزوجل، فقد قال زيد بن خالد الجهني: «صلى بنا رسول الله (صلى الله عليه وسلم) صلاة الصبح بالحديبية في إثر السماء كانت من الليل، فلما انصرف أقبل على الناس فقال: ((هل تدرون ماذا قال ربكم؟)) قالوا: الله ورسوله أعلم، قال: ((قال: أصبح من عبادي مؤمن بي وكافر، فأما من قال: مطرنا بفضل الله ورحمته فذلك مؤمن بي كافر بالكوكب، وأما من قال: مطرنا بنوء كذا وكذا فذلك كافر بي مؤمن بالكوكب))».
وبوَّب الإمام مسلم على هذ الحديث: باب بيان كفر من قال: مطرنا بالنوء. وقد دلت السنة النبوية أن الاستسقاء بالأنواء من أفعال أهل الجاهلية.
جاء عن أبي مالك الأشعري أن رسول الله قال: «أربع في أمتي من أمر الجاهلية لا يتركونهن: الفخر في الأحساب، والطعن في الأنساب، والاستسقاء بالنجوم، والنياحة».
وما المراد بالجاهلية هنا ما قبل المبعث، سموا بذلك لفرط جهلهم، وكل ما يخالف ما جاءت به الأنبياء والمرسلون فهو جاهلية منسوبة إلى الجاهل، فإن ما كانوا عليه من الأقوال والأعمال إنما أحدثه لهم جاهل وإنما يفعله جاهل.
قال ابن تيمية: "أخبر أن بعض أمر الجاهلية لا يتركه الناس كلهم ذمًّا لمن لم يتركه، وهذا يقتضي أن ما كان من أمر الجاهلية وفعلهم، فهو مذموم في دين الإسلام وإلا لم يكن في إضافة هذه المنكرات إلى الجاهلية ذم لها. ومعلوم أن إضافتها إلى الجاهلية خرج مخرج الذم وهذا كقوله تعالى: ﴿وَقَرْنَ فِي بُيُوتِكُنَّ وَلَا تَبَرَّجْنَ تَبَرُّجَ الْجَاهِلِيَّةِ الْأُولَى وَأَقِمْنَ الصَّلَاةَ وَآتِينَ الزَّكَاةَ وَأَطِعْنَ اللَّهَ وَرَسُولَهُ إِنَّمَا يُرِيدُ اللَّهُ لِيُذْهِبَ عَنْكُمُ الرِّجْسَ أَهْلَ الْبَيْتِ وَيُطَهِّرَكُمْ تَطْهِيرًا ۝٣٣﴾ [الأحزاب:33]".

## أحكام الاستسقاء بالأنواء عند المسلمين
والاستسقاء بالأنواء ينقسم إلى أنواع:
1. إذا قال أنزل علينا المطر نوء كذا، أودعا النوء كأن يقول يا نوء كذا اسقنا، أو أعتقد أن النوء ينزل المطر ولو لم يخبر به، فهذا كفر ظاهر.
قال النووي في شرحه على مسلم:[11] «وهذا فيمن قال ذلك معتقدا أن الكوكب فاعل مدبر منشئ للمطر كما كان بعض أهل الجاهلية يزعم ومن اعتقد هذا فلا شك في كفره وهذا القول هو الذي ذهب إليه جماهير العلماء والشافعي منهم».
قال الشافعي كما حكاه عنه ابن عبد البر في التمهيد:[12] «ومن قال مطرنا بنوء كذا وهو يريد أن النوء أنزل الماء كما كان بعض أهل الشرك من أهل الجاهلية يقول فهو كافر حلال دمه إن لم يتب هذا من قوله».
قال سليمان بن عبد الله: "أن يعتقد أن المنَزل للمطر هو النجم، فهذا كفر ظاهر، إذ لا خالق إلا الله، وهذا شرك في الربوبية، وما كان المشركون هكذا، بل كانوا يعلمون أن الله هو المنزل للمطر، كما قال تعالى: ﴿وَلَئِنْ سَأَلْتَهُمْ مَنْ نَزَّلَ مِنَ السَّمَاءِ مَاءً فَأَحْيَا بِهِ الْأَرْضَ مِنْ بَعْدِ مَوْتِهَا لَيَقُولُنَّ اللَّهُ قُلِ الْحَمْدُ لِلَّهِ بَلْ أَكْثَرُهُمْ لَا يَعْقِلُونَ ۝٦٣﴾ [العنكبوت:63]".
2. إذا قال مطرنا بنوء كذا أي بسقوط نجم كذا أو بطلوع نجم كذا، مع اعتقاده أن الله هو منزل المطر وحده، لكن النوء سبب في نزول المطر، فهذا شرك أصغر، لأنه جعل سببا لم يجعله الله سبب لا شرعا وقدرا، فالنجوم ليس لها أي تأثير على نزول المطر. وهذا هو المراد بالحديث فإنهم قالوا: «مطرنا بنوء كذا وكذا»، فالباء هنا سببية، ولم يقولوا: «أنزل علينا المطر نوء كذا».[13]
قال ابن عبد البر:[14] «والوجه الآخر أن يعتقد أن النوء ينزل الله به الماء وأنه سبب الماء على ما قدره الله وسبق في علمه فهذا وإن كان وجها مباحا فإن فيه أيضا كفرا بنعمة الله عز وجل وجهلا بلطيف حكمته لأنه ينزل الماء متى شاء مرة بنوء كذا ومرة دون النوء وكثيرا ما يخوى النوء فلا ينزل معه شيء من الماء وذلك من الله لا من النوء».
قال ابن قتيبة:[15] «كانوا في الجاهلية يظنون أن نزول الغيث بواسطة النوء إما بصنعه على زعمهم، وإما بعلامته، فأبطل الشرع قولهم، وجعله كفرًا، فإن اعتقد قائل ذلك أن للنوء صنعًا في ذلك، فكفره كفر شرك، وإن اعتقد أن ذلك من قبيل التجربة، فليس بشرك، لكن يجوز إطلاق الكفر عليه وإرادة كفر النعمة، لأنه لم يقع في شيء من طرق الحديث بين الكفر والشرك واسطة، فيحمل الكفر فيه على المعنيين».
3. أن يقول مطرنا في شهر كذا وفي نجم كذا وفي نوء كذا، فهذا جائز. لأن الفاء هنا للظرفية وليست للسببية.[16]
قال الشافعي: «والذي أحب أن يقول مطرنا وقت كذا كما يقول مطرنا شهر كذا».
قال ابن الجوزي في كتابه كشف المشكل من حديث الصحيحين:[17] «قد أجاز العلماء أن يقال: مطرنا في نوء كذا، ولا يقال بنوء كذا».
ومن الألفاظ الجائزة في هذا الموطن: إذا أريد بذلك أن الله تعالى قدر وقضى وجرت العادة بأن الأمطار تكون في الأوقات الفلانية، وأنها تكثر في وقت كذا، وتقل في وقت كذا، أو أنها إذا جاءت في الشتاء والربيع فلها نفع في الزراعة، وأما إذا جاءت في الصيف فبسبب شدة الحرارة لا يكون لها الفائدة الكبيرة في نبت النبات وكثرة المراعي، فهذا سائغ لا بأس به، ولكن كون الإنسان ينسب ذلك إلى تلك الأوقات، دون أن يضيف ذلك إلى الله عز وجل يعتبر نقصاً، ولكن من قال: مطرنا بفضل الله ورحمته في الوقت الفلاني، أو في الزمن الفلاني، أو أن الله تعالى تفضل علينا وأنعم وجاد بالأمطار في هذا الموسم، أو في تلك المواسم، فهذا لا بأس به.[18]
فينبغي أن يفرق بين ما يستعمله العوام من جعل تلك المواسم، والنجوم أزمانا وأوقاتا للمطر أو للبرد، أو الحر، وبين نسبة أهل الشرك والضلال الأفعال للنجوم، إما استقلالا، وإما على وجه التسبب.[19]

## حكم نسبة المطر إلى المنخفض الجوي ونحوه
الله سبحانه يسوق السحاب حيث يريد ثم يؤلف بينه فيجعله متراكما بعضه فوق بعض فينزل المطر بمشيئته وحده. قال تعالى: ﴿أَلَمْ تَرَ أَنَّ اللَّهَ يُزْجِي سَحَابًا ثُمَّ يُؤَلِّفُ بَيْنَهُ ثُمَّ يَجْعَلُهُ رُكَامًا فَتَرَى الْوَدْقَ يَخْرُجُ مِنْ خِلَالِهِ وَيُنَزِّلُ مِنَ السَّمَاءِ مِنْ جِبَالٍ فِيهَا مِنْ بَرَدٍ فَيُصِيبُ بِهِ مَنْ يَشَاءُ وَيَصْرِفُهُ عَنْ مَنْ يَشَاءُ يَكَادُ سَنَا بَرْقِهِ يَذْهَبُ بِالْأَبْصَارِ ۝٤٣﴾ [النور:43]، وقال تعالى: ﴿اللَّهُ الَّذِي يُرْسِلُ الرِّيَاحَ فَتُثِيرُ سَحَابًا فَيَبْسُطُهُ فِي السَّمَاءِ كَيْفَ يَشَاءُ وَيَجْعَلُهُ كِسَفًا فَتَرَى الْوَدْقَ يَخْرُجُ مِنْ خِلَالِهِ فَإِذَا أَصَابَ بِهِ مَنْ يَشَاءُ مِنْ عِبَادِهِ إِذَا هُمْ يَسْتَبْشِرُونَ ۝٤٨﴾ [الروم:48]، والودق المراد به: المطر. فنزول المطر من رحمة الله وفضله، أما تعليق نزول المطر بالمنخفضات الجوية والضغط الجوي، أو الظواهر الطبيعية، من الأمور الجاهلية التي تصرف الإنسان عن تعلقه بربه؛ لأنها ليست هي المؤثرة بنفسها لنزول المطر.

## حكم التوقعات الجوية في الإسلام
نزول المطر من علم الغيب الذي لا يعلمه إلا الله قال الله تعالى: ﴿إِنَّ اللَّهَ عِنْدَهُ عِلْمُ السَّاعَةِ وَيُنَزِّلُ الْغَيْثَ وَيَعْلَمُ مَا فِي الْأَرْحَامِ وَمَا تَدْرِي نَفْسٌ مَاذَا تَكْسِبُ غَدًا وَمَا تَدْرِي نَفْسٌ بِأَيِّ أَرْضٍ تَمُوتُ إِنَّ اللَّهَ عَلِيمٌ خَبِيرٌ ۝٣٤﴾ [لقمان:34]، فمن ادعى علم الغيب فيما ينزل من المطر في المستقبل فهو مكذب لقول الله تعالى: ﴿قُلْ لَا يَعْلَمُ مَنْ فِي السَّمَاوَاتِ وَالْأَرْضِ الْغَيْبَ إِلَّا اللَّهُ وَمَا يَشْعُرُونَ أَيَّانَ يُبْعَثُونَ ۝٦٥﴾ [النمل:65]، وأما من أخبر بنزول مطر أو توقع نزول مطر في المستقبل بعد معرفة مقدماته وعلاماته الدالة عليه من ريح وغيوم ... الخ، فهذا ليس من علم الغيب، وإنما معرفة سنة الله في اتجاه الريح وفق قواعد معينة بناءً على ما تقتضيه الآلات الدقيقة التي تقاس بها أحوال الجو، فيعلم الخبيرون بذلك أن الجو مهيأ لسقوط الأمطار، وهو مستند إلى أمر محسوس والشيء المستند إلى أمر محسوس لا يقال إنه من علم الغيب، ولذلك هم يستنتجونها بواسطة الآلات الدقيقة التي تضبط حالات الجو وليسوا مثلاً يخبرونك بأنه سينزل مطر بعد كذا سنة وبمقدار معين، لأن هذه الوسائل الآلات لم تصل بعد إلى حدٍ تدرك به ماذا يكون من حوادث الجو، بل هي محصورة في ساعات معينة، ثم قد تخطئ أحياناً وقد تصيب؛ لذا يجب أن يذكروا أنه لا يوجد جزم في الموضوع، وإنما هو توقع، والله يفعل ما يشاء وإليه ترجع الأمور، أما علم الغيب فهو الذي يستند إلى مجرد العلم فقط بدون وسيلة محسوسة فهذا لا يعلمه إلا الله عز وجل.

### مقالات ذات صلة
- الأنواء